# Canton de Nevers-4
Le canton de Nevers-4 est une circonscription électorale française du département de la Nièvre.

## Histoire
Un nouveau découpage territorial de la Nièvre entre en vigueur à l'occasion des élections départementales de 2015. Il est défini par le décret du 18 février 2014, en application des lois du 17 mai 2013 (loi organique 2013-402 et loi 2013-403). Les conseillers départementaux sont, à compter de ces élections, élus au scrutin majoritaire binominal mixte. Les électeurs de chaque canton élisent au Conseil départemental, nouvelle appellation du Conseil général, deux membres de sexe différent, qui se présentent en binôme de candidats. Les conseillers départementaux sont élus pour 6 ans au scrutin binominal majoritaire à deux tours, l'accès au second tour nécessitant 12,5 % des inscrits au 1er tour. En outre la totalité des conseillers départementaux est renouvelée. Ce nouveau mode de scrutin nécessite un redécoupage des cantons dont le nombre est divisé par deux avec arrondi à l'unité impaire supérieure si ce nombre n'est pas entier impair, assorti de conditions de seuils minimaux. Dans la Nièvre, le nombre de cantons passe ainsi de 32 à 17.
Le canton de Nevers-4 est formé d'une fraction de la commune de Nevers. Il est entièrement inclus dans l'arrondissement de Nevers. Le bureau centralisateur est situé à Nevers.

## Représentation
| Période élective | Période élective | Mandat | Mandat   | Identité          | Nuance | Nuance | Qualité |
| ---------------- | ---------------- | ------ | -------- | ----------------- | ------ | ------ | --- |
| 2015             | 2021             | 2015   | 2021     | Myrianne Bertrand |        | DVD    | Commerçante Conseillère municipale de Nevers Membre du groupe "Nièvre-Avenir"                                              |
| 2015             | 2021             | 2015   | 2021     | Philippe Morel    |        | DVD    | Ancien membre du cabinet du Ministre de la Fonction publique, ancien conseiller régional et conseiller municipal de Nevers |
| 2021             | 2028             | 2021   | en cours | Véronique Khouri  |        | DVD    | Médecin, chef de service à l'hôpital de Nevers                                                                             |
| 2021             | 2028             | 2021   | en cours | Michel Suet       |        | DVD    | Cadre bancaire retraité, adjoint au maire de Nevers                                                                        |

### Résultats détaillés

#### Élections de mars 2015
À l'issue du 1er tour des élections départementales de 2015, deux binômes sont en ballottage : Salaheddine Hamdaoui et Pascale Massicot (PS, 30,2 %) et Myrianne Bertrand et Philippe Morel (DVD, 22,82 %). Le taux de participation est de 43,57 % (3 187 votants sur 7 314 inscrits) contre 53,03 % au niveau départemental et 50,17 % au niveau national.
Au second tour, Myrianne Bertrand et Philippe Morel (DVD) sont élus avec 51,82 % des suffrages exprimés et un taux de participation de 44,28 % (1 480 voix pour 3 239 votants et 7 314 inscrits).
Philippe Morel (SE) a rejoint la majorité départementale.

#### Élections de juin 2021
Le premier tour des élections départementales de 2021 est marqué par un très faible taux de participation (33,26 % au niveau national). Dans le canton de Nevers-4, ce taux de participation est de 29,07 % (2 037 votants sur 7 008 inscrits) contre 34,28 % au niveau départemental. À l'issue de ce premier tour, deux binômes sont en ballottage : Véronique Khouri et Michel Suet (DVC, 28,38 %) et Jimmy Derouault et Catherine Lopes Pires (Union à gauche avec des écologistes, 26,03 %).
Le second tour des élections est marqué une nouvelle fois par une abstention massive équivalente au premier tour. Les taux de participation sont de 34,36 % au niveau national, 37,18 % dans le département et 32 % dans le canton de Nevers-4. Véronique Khouri et Michel Suet (DVC) sont élus avec 53,2 % des suffrages exprimés (1 031 voix pour 2 244 votants et 7 013 inscrits),,.

## Composition
| Nom                            | Code Insee | Intercommunalité | Superficie (km2) | Population (dernière pop. légale)                | Densité (hab./km2) | Modifier                                    |
| ------------------------------ | ---------- | ---------------- | ---------------- | ------------------------------------------------ | ------------------ | ------------------------------------------- |
| Nevers (bureau centralisateur) | 58194      | CA de Nevers     | 17,33            | Fraction : 10 302 (2022) Commune : 33 172 (2022) | 1 914              | modifier les données · modifier les données |
| Canton de Nevers-4             | 5814       |                  |                  | 10 302 (2022)                                    |                    | modifier les données                        |

Le canton de Nevers-4 comprend la partie de la commune de Nevers située à l'ouest d'une ligne définie par l'axe des voies suivantes : depuis la limite territoriale de la commune de Varennes-Vauzelles, ligne de chemin de fer, pont de la Grippe, rue Émile-Martin (rue du Viaduc) jusqu'à la Loire, rive droite de la Loire jusqu'à la limite territoriale de la commune de Marzy.

## Démographie
En 2022, le canton comptait 10 302 habitants, en évolution de −0,37 % par rapport à 2016 (Nièvre : −3,28 %, France hors Mayotte : +2,11 %).
| 2013   | 2018   | 2022   |
| ------ | ------ | ------ |
| 10 433 | 10 308 | 10 302 |